# Städtisches Leihamt Mannheim

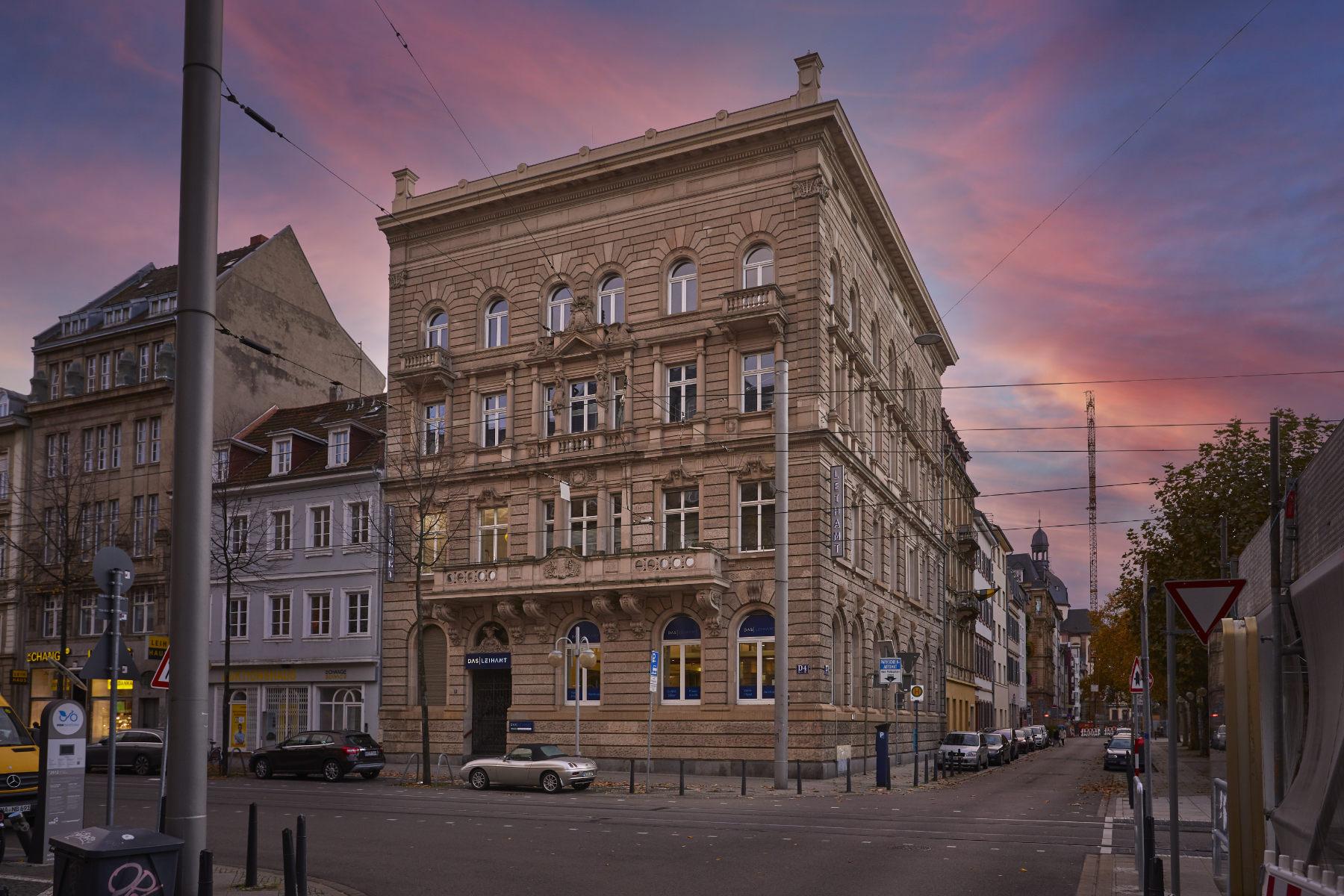
Das Leihamt in Mannheim (2020)

Das Städtische Leihamt Mannheim ist seit der Schließung des Augsburger Leihamtes Ende 2018 die einzige öffentlich-rechtliche Pfandanstalt Deutschlands. Das Leihamt befindet sich in den Quadraten der Mannheimer Innenstadt in D 4, 9–10.

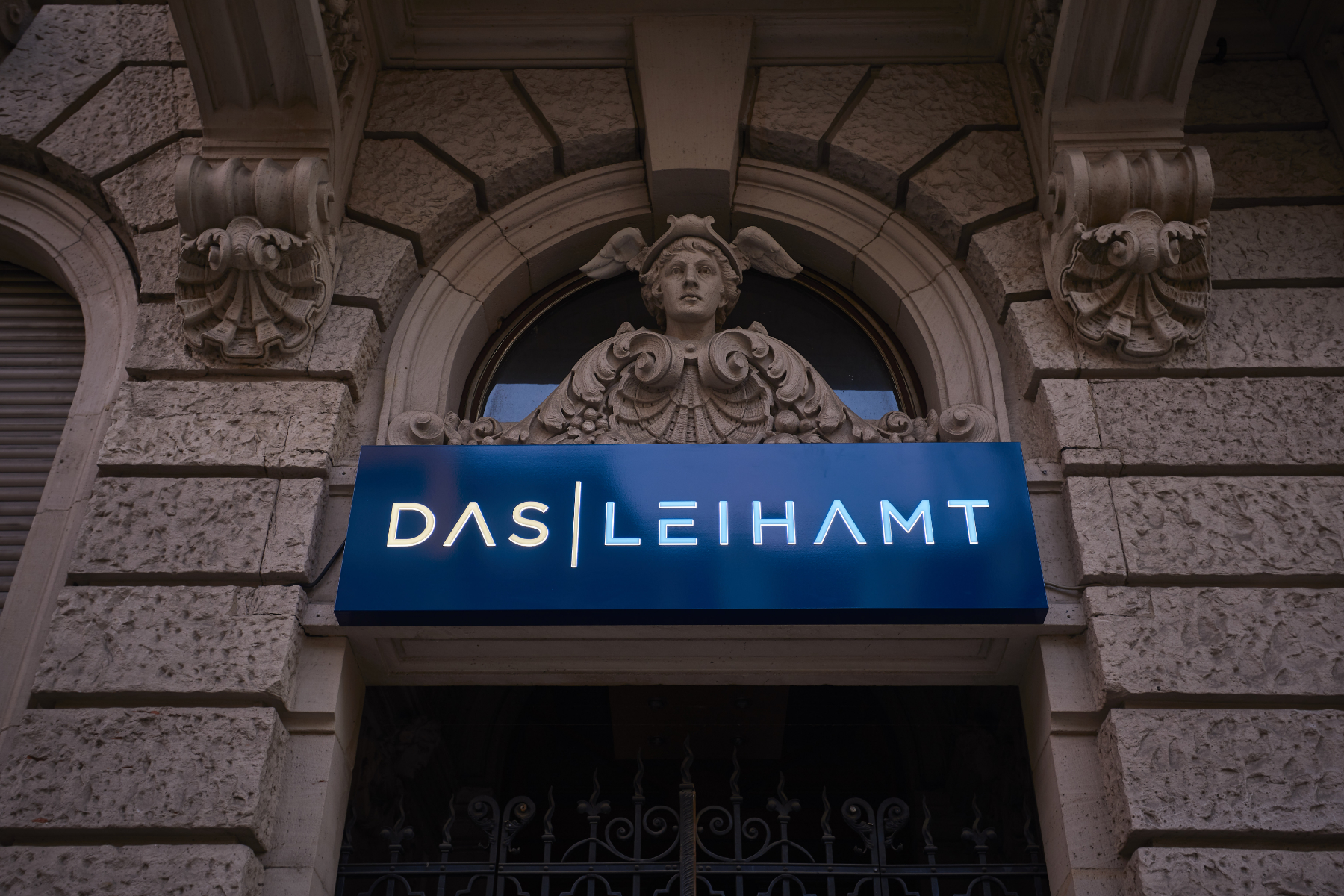
Beschilderung am Haupteingang des Leihamts in Mannheim.

## Geschichte

### Gründung und erste Jahrzehnte

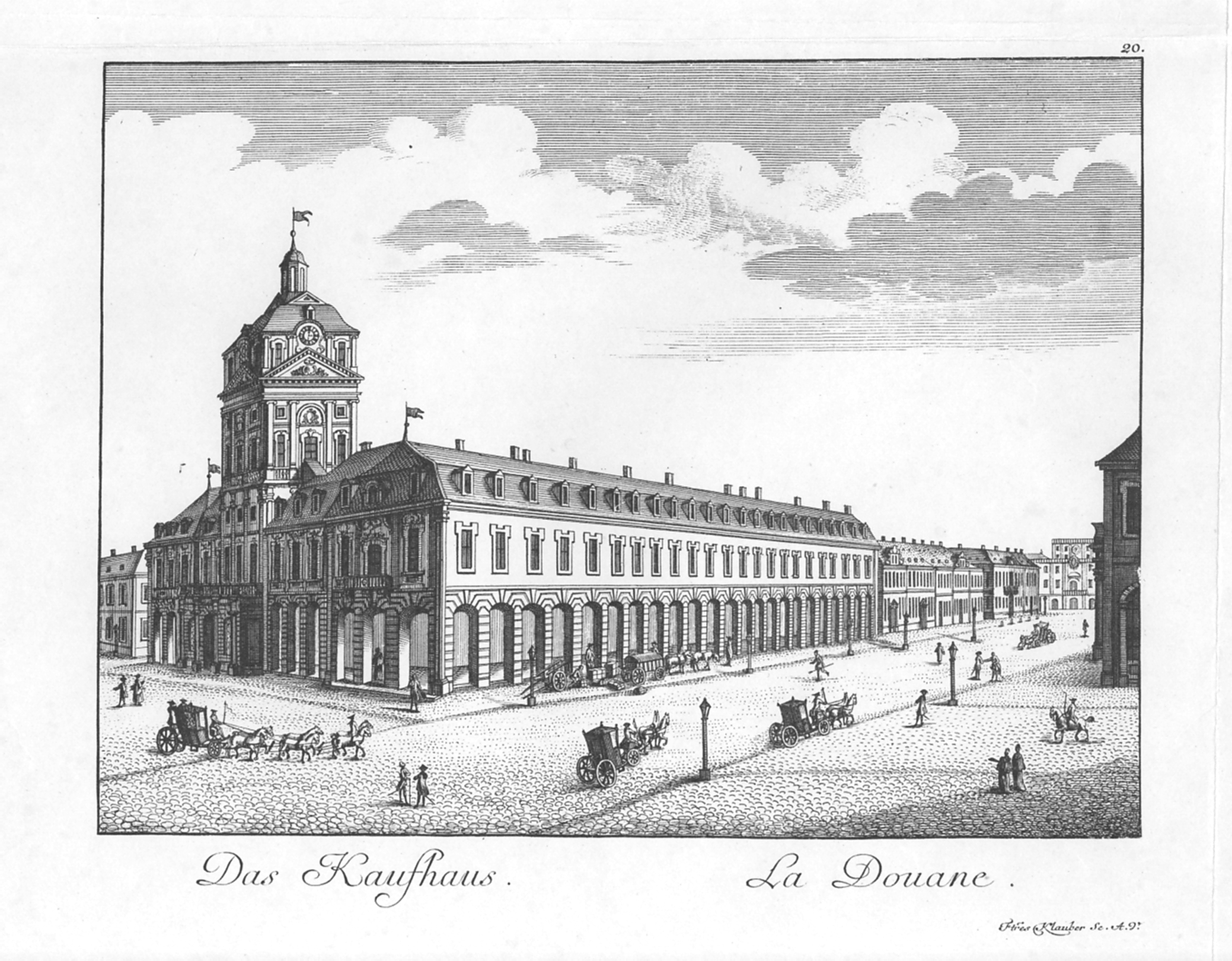
Das Alte Kaufhaus, erster Standort des Leihamts. Stich der Gebrüder Klauber, um 1780, MARCHIVUM

Zu Neujahr 1810 wurde das erste „Städtische Leihhaus“ Mannheims eröffnet. Die Stadt gehörte seit 1803 zum Großherzogtum Baden; der neue Landesherr Großherzog Karl Friedrich stand der Einrichtung von öffentlichen Leihhäusern aufgeschlossen gegenüber.  Bereits am 17. Juni 1809 hatte er die Anstalt genehmigt  – deren Einstufung als kommunale oder staatliche Anstalt erst viel später 1975 zugunsten der Stadt entschieden wurde.   Mannheim erhielt eine Einrichtung, die dem Geldmangel der Städter entgegenwirken  und bald auch als erste Sparkasse fungieren sollte.

Untergebracht war die Pfandleihanstalt zunächst in den Räumen des Alten Kaufhauses in N 1. 

Mannheimer Pfandscheinformular 1810

Schon 1827 zog man u. a. aus Platzmangel in das eigens erworbene Domizil in E 5, 16.  Steigender Raumbedarf, Haltbarkeits- und Insektenprobleme (bei textilem Pfandgut)  und privater Missbrauch des Pfandleihgeschäfts sollten die Geschichte des Hauses von jener Frühzeit bis ins 20. Jahrhundert hinein begleiten.

### Kaiserreich
Mannheim erlebte im 19. Jahrhundert ein beschleunigtes Wachstum zu einer von Handel und Industrie geprägten Großstadt mit gut 140.000 Einwohnern um das Jahr 1900.  Wirtschaftlicher Aufstieg und damit einhergehende soziale Probleme spiegeln sich auch in der Geschichte des Leihamts wider. Die starke Expansion des Geschäftsvolumens ging mit einem reichsweiten Spitzenrang bei den sogenannten Wochenpfändern, dem Pfändertyp v. a. der ärmsten Schichten, einher.  Eine dringend benötigte Erweiterung der Lagerkapazitäten brachte der Umzug ins Zeughaus (C 5) 1904.  Seit 1893 war für ein Leihgeschäft der Nachweis eines vorhandenen Bedürfnisses zu erbringen, was das Aus für die Privatpfandleiher und eine Monopolstellung für die lokale öffentliche Anstalt mit sich brachte.  Weitere Wettbewerbsvorteile etwa gegenüber der Heidelberger Konkurrenz resultierten aus dem in Mannheim von Beginn an geltenden Anonymitätsprinzip.  Neue offizielle Pfändersammelstellen sollten die Zentrale entlasten und missbräuchlicher Zwischenträgerei entgegenwirken.  Mit dem Gesamtumsatz an Pfändern von 421.673 Stücke und einem Kreditvolumen von 1.236.270 Mark näherte sich das Leihamt Mannheim 1910 dem Höhepunkt seines Wirkens.

### Erster Weltkrieg und Weimarer Zeit
Mit Ausbruch des Ersten Weltkriegs sackte das Pfandgeschäft der Mannheimer Leihanstalt kontinuierlich ab; der Tiefpunkt wurde um 1917 und 1918 erreicht. Die Wertsteigerung des Pfandguts lässt auf vermehrt mittelständische Kundschaft schließen.  Die Finanz- und Wirtschaftskalamitäten der 1920er Jahre hinterließen auch in Mannheim ihre Spuren. Während die Inflation 1923 zu einer kurzzeitigen Schließung des Leihamts Mannheim führte, schlug sich die Weltwirtschaftskrise in Umsatzeinbrüchen zu Beginn der 1930er Jahre nieder.

### Nationalsozialismus
Im August 1936 erfolgte ein erneuter Umzug des Mannheimer Leihamts in ein fünfstöckiges Gebäude am „Platz des 20. Januar“ (heute Georg-Lechleiter-Platz).  Eine solche Anstalt bot beste Ansatzpunkte für die propagandistische Geschichtsklitterung der Nationalsozialisten gegenüber den angeblich sich mästenden, beutegierigen Judengeiern.  Auch ganz praktisch machte sich das Regime die öffentlichen Pfandleihanstalten für rassische Verfolgungsmaßnahmen im Rahmen der „Edelmetallaktion“ 1939 zunutze. Eine Verordnung vom 3. Dezember 1938 verbot den Juden Kauf, Verkauf und Versatz von Gold, Silber und Platin sowie von Edelsteinen und Perlen. Zum Erwerb solcher Materialien aus jüdischer Hand wurden allein „öffentliche Ankaufsstellen“ ermächtigt; als solche fungierten die öffentlichen Pfandleihstellen.  Eine Zwischenbilanz zum 31. März 1939 notiert 1.542 solcher Abfertigungen im Mannheimer Leihamt mit einem Ausbezahlungsbetrag von 149.611 Reichsmark.  Mit dem tatsächlichen Handlungsspielraum der mit der Aktion vor Ort betrauten Beamten, der Haftbarkeit der Ämter und dem Schadensersatz für die Betroffenen befassten sich nach 1945 Politik und Gerichte. Der Zweite Weltkrieg führte zu einem merklichen Umsatzrückgang. Im September 1942 wurde das Leihamt und die Masse der Pfänder bei einem alliierten Bombenangriff zerstört.

### Nach 1945

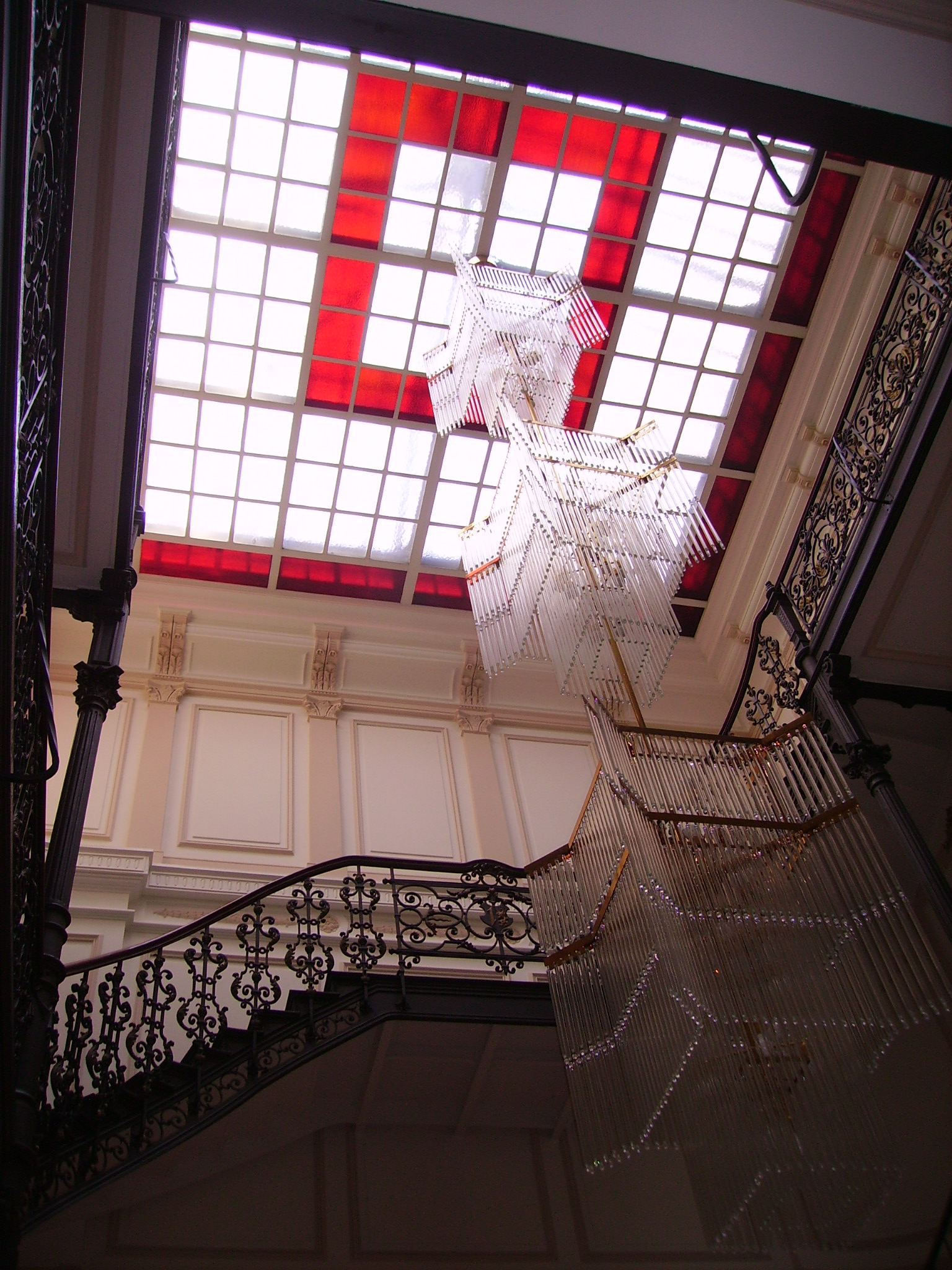
Das Leihamt, Treppenhaus (2008)

Nach der Währungsreform führten wachsender Kreditbedarf und zunehmende Anfragen zur Wiedereröffnung des Leihamts Mannheim am 19. Oktober 1950 in C 7.  Hohe Gebühren, schwierige Vergangenheitsbewältigung und das alte Thema Raumnot begleiteten die Geschichte der Institution in den 1950er Jahren. Neue private Konkurrenz machte ihr ebenfalls zu schaffen.  Nicht zuletzt auf Druck der Schwesterninstitute musste man sich vom traditionellen Anonymitätsprinzip verabschieden. 1965 erfolgte die uneingeschränkte Ausweispflicht.
Bilanzen und Versatzgut des Leihamts Mannheim lassen sich als Spiegel von Konjunkturphasen und sozialen Trends in der Bundesrepublik lesen.  Während z. B. der Versatzeinbruch des Jahres 1957 u. a. auf die große Rentenreform zurückging, belebte die Generalaussperrung in der Metallindustrie Nordwürttemberg-Nordbaden im Mai 1963 das öffentliche Pfandleihgeschäft. Rezession und Krisenangst schlugen sich 1966/67 in steigendem Versatz nieder. Die Tatsache, dass die bundesdeutsche Wohlstandsgesellschaft immer weniger Pfänder zum Leihamt brachte und diese immer öfter verzögert oder gar nicht auslöste, sondern der Neubeschaffung den Vorzug gab, brachte das Institut in den 1970er Jahren mehrfach an den Rand der Schließung. Doch die Bilanzen erholten sich. In den Jahren 1972–78 gelang es dem Leihamt – lt. Müller (2009) gestützt auf ein hohes Maß an öffentlichem Zuspruch – sich gegen den bundesweiten Trend zur Schließung kommunaler Leihinstitute zu behaupten. Als Versatzgut dienten zunehmend Produkte des steigenden Lebensstandards wie Schmuck, Fotoapparate, Teppiche, Pelze oder technisches Gerät. Pfandgüter aus dem Bereich Textilien und Haushalt hatten 1972 nur noch einen Anteil von 40 %. Ab 1987 verfolgte man das Ziel, das Amt in ein Dienstleistungsunternehmen zu wandeln.  Die Geschäftsphilosophie passte sich insofern an, dass Kundengesprächen und Beratung mehr Gewicht beigemessen wurde.

### Nach 1990
Im Juni 1990 zog das Leihamt in sein heutiges Gebäude in D 4. Der Kauf des Hauses sowie eine denkmalgerechte Sanierung der Fassade wurden aus eigenen Mitteln aufgebracht. Bis Anfang der 2000er Jahre warb das Leihamt mit dem Slogan „Fairleihen, Fairsteigern, Fairkaufen“ und wirtschaftete erfolgreich. 2002 kam es jedoch zu einem Rückschlag durch die „Leihamtsaffäre“.  2004 implementierte das Leihamt ein Qualitätsmanagementsystem und wurde ISO 9001-zertifiziert. Das Leihamt zeigte weiterhin soziales Engagement, so u. a. 2007, als Schüler sozial schwacher Herkunft für drei Jahre bei ihrem Musikunterricht unterstützt wurden.  Zum 200-jährigen Jubiläum präsentierte man das Buch „Der große Schrank von Mannheim. Aus der Chronik des Städtischen Leihamts“ des Mannheimer Historikers Dr. Carl-Jochen Müller, der dafür in 19 Archiven in Europa recherchiert hatte.  2020 gab sich das Leihamt ein neues Corporate Design, das die Werte sozial, fair, unkompliziert und verlässlich transportieren soll.  Im Zuge der wirtschaftlichen Auswirkungen der COVID-19-Pandemie wiederholten sich Effekte früherer Krisen. Da Pfandhäuser zu den Banken und damit zur öffentlichen Grundversorgung zählen, musste das Leihamt seit März 2020 nur einen Tag schließen. Der Edelmetallhandel sowie die öffentlichen Versteigerungen blieben in Zeiten des Lockdowns jedoch zeitweise stark eingeschränkt oder gänzlich untersagt. Zunehmend zählten Unternehmer zu den Versetzern. Das Leihamt versuchte in dieser Phase mit angepassten Varianten der Pfandleihe und einer Digitalisierung der Geschäftsprozesse auf die Herausforderung zu reagieren.
Seit 2022 werden alle Zuschläge der Versteigerungen auf der Webseite des Leihamts veröffentlicht.